# Willy Breinholst
Willy Breinholst (n. el 27 de junio de 1918 en Fredensborg - f. 19 de septiembre de 2009) fue un escritor, guionista y humorista danés.

## Filmografía
Como guionista:
- Sommar och syndare (1960)
- Elsk... din næste! (1967)
- Mig og min lillebror og storsmuglerne (1968)
- Mig og min lillebror og Bølle (1969)

## Obra
Breinholst escribió varios libros, la mayoría humorísticos:
- Hvorlænge var Adam i Paradis?, 1946
- Kunsten at være far, 1959
- Min kones mand, 1965
- Elsk din næste : en sexforfatters liv, 1966
- Meet the Scandinavians, 1968
- Hurra, det blev en baby, 1970
- I dagens anledning, 1970
- I lykkelige omstændigheder, 1973
- Kunsten at være to, 1979
- Kunsten at holde sig ung, 1982
- Kunsten at være gift, 1988
- Lad dog barnet, 1990
- Mit muntre liv med mit livs Mariane, 1999
- Sjov på scenekanten, 2000
- Kunsten at være barnebarn : børnebørn er livets krydderi, 2006